# Pi Ursae Majoris 1
Pi Ursae Majoris1 ( π¹ Ursae Majoris, förkortat Pi¹ Uma,  π¹ Uma) som är stjärnans Bayerbeteckning, är en ensam stjärna belägen i den nordvästra delen av stjärnbilden Stora Björnen. Den har en skenbar magnitud på 5,63 och är svagt synlig för blotta ögat. Baserat på parallaxmätning inom Hipparcosuppdraget på ca 69,7 mas, beräknas den befinna sig på ett avstånd av ca 47 ljusår (ca 14,4 parsek) från solen. Baserat på dess rörelsemönster tillhör stjärnan en flyttande grupp av stjärnor i Stora björnen med en gemensam rörelse genom rymden.

## Egenskaper
Pi Ursae Majoris1  är en gul till vit stjärna i huvudserien av spektralklass G1.5 Vb. Den har en massa som är omkring 10 procent mindre än solens och har från dess fotosfär en utstrålning av energi i ungefär samma omfattning som solen vid en effektiv temperatur på ca 5 880 K.
Den klassificeras som en variabel stjärna av Draconistyp och dess magnitud varierar med 0,08 storheter. Den blev år 1986 den första stjärnan av solens typ att observeras med utbrott av en röntgenflare.
Ett överskott av infraröd strålning, som detekterats från stjärnan, tyder på närvaro av en stoftskiva. Den bästa anpassningen till data anger att det är en ring av 0,25-μm korn av amorfa silikater eller kristallin forsterit i en radie på omkring 0,4 AE. Det kan också finnas en bredare ring av större (10 μm) korn ut till ett avstånd av 16 AE.